# Nils Harald Magnusson

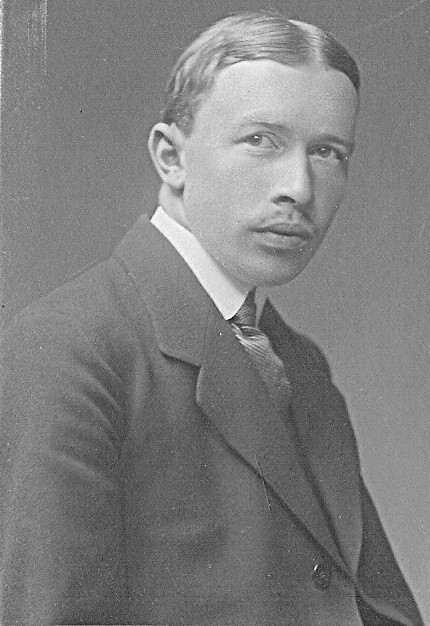
Nils Harald Magnusson (1944)

Nils Harald Magnusson (* 1890; † 1976) war ein schwedischer Geologe, Mineraloge, Geophysiker und Petrologe, der sich insbesondere mit Lagerstättenkunde von Erzen befasste.
1918 bis 1941 war er bei der schwedischen geologischen Landesaufnahme (Sveriges geologiska undersökning). Danach war er bis 1951 Professor an der Königlich Schwedischen Technischen Hochschule in Stockholm (dessen Rektor er auch war). Danach war er 1951 bis 1958 Direktor der Geologischen Landesaufnahme Schwedens als Nachfolger von Per Geijer (1886–1976). Er war auch Vorsitzender des schwedischen nationalen Komitees für Geodäsie und Geophysik.
Er befasste sich mit Eisenerzlagerstätten in Schweden und auch mit Altersbestimmung präkambrischer Gesteine in Schweden.
1964 erhielt er die Leopold-von-Buch-Plakette. Im selben Jahr wurde er Ehrenmitglied des American Institute of Mining, Metallurgical and Petroleum Engineers.
Das Mineral Magnussonit ist nach ihm benannt.